# M-ATF
Morghue Ashura Tactical Fighter - M-ATF je bil iransko-ruski program lovca četrte generacije. Program ima korenine v preklicanem projekti Mikojan LFI. Pozneje so program M-ATF preklicali